# Fladtang
En fladtang er en tang som ikke skærer. Fladtænger har to flader som klemmer sammen uden at klippe.
En pincet er en slags fladtang.